# Michael Kohlhaas
Michael Kohlhaas är en kortroman från 1808 av den tyske författaren Heinrich von Kleist. Den utspelar sig på 1500-talet och handlar om en hästhandlare som blir lurad av en skrupelfri slottsherre och bestämmer sig för att samla anhängare och hämnas på ett våldsamt sätt. Berättelsen är inspirerad av verklighetens Hans Kohlhase.
Romanen har översatts till svenska av Fredrik Böök 1911, Alf Ahlberg 1922 och Erik Ågren 2007.
Romanen har filmatiserats 1967 i regi av Wolf Vollmar, 1969 av Volker Schlöndorff, 1999 av John Badham och 2013 av Arnaud des Pallières.